# Günter Fiebig
Günter Friedrich Fiebig (* 6. März 1920 in Kiel; † 7. Juni 1984 in Bonn) war ein deutscher Marineoffizier, zuletzt Flottillenadmiral der Bundeswehr.

## Leben

### Wehrmacht
Beförderungen
- 1941 Leutnant zur See
- 1943 Oberleutnant zur See

Fiebig trat am 25. September 1938 als Offizieranwärter (Crew 38) in die 7. Schiffstammabteilung der Kriegsmarine der Wehrmacht in Stralsund ein. 1939 war er Seekadett auf dem Segelschulschiff Albert Leo Schlageter und auf dem Linienschiff Schlesien. 1939/40 besuchte er die Marineschule Mürwik bei Flensburg und 1940 die Sperrschule in Kiel. Danach wurde er Wachoffizier auf dem Flottenbegleiter F 7 der 2. U-Flottille. 1940/41 war er Divisionsleutnant auf dem Leichten Kreuzer Emden und nahm in dieser Zeit am I. Flak-Lehrgang teil.
Von 1941 bis 1943 war er Divisionsleutnant, Flak-Leiter und Adjutant auf dem schweren Kreuzer Lützow. 1943 wurde er zur 2. U-Lehrdivision nach Gotenhafen an die Danziger Bucht versetzt. Danach war er an der Torpedoschule und der Marinenachrichtenschule in Flensburg-Mürwik sowie der Marine-Flakschule VIII bei Swinemünde. Er wurde zur 3. U-Lehrdivision nach Flensburg versetzt und diente bei der 23. U-Flottille in Danzig-Neufahrwasser. 1943/44 besuchte er den Kommandantenlehrgang in Memel. 1944 folgte die Baubelehrung auf U 1131 (U-Boot-Klasse VII) in Kiel. Von Mai 1944 bis April 1945 war er Kommandant von U 1131. Im April/Mai 1945 war er Kompaniechef beim Panzerjagdkommando Cremer bzw. Wachbataillon Dönitz. Von Mai bis Juli 1945 war er Kommandant von R (Räumungsboot) 52, bis er im Juli 1945 kurzzeitig in Kriegsgefangenschaft geriet.

### Nachkriegszeit
1945/46 war er Praktikant in einem Bauunternehmen in Itzehoe. 1946/47 besuchte er die Staatshochbauschule in Hamburg. Von 1947 bis 1949 war er Prokurist bei der Firma Schenke & Schroeder in Nordoe. 1949 wurde er Reisevertreter.

### Bundeswehr
Beförderungen
- 1956 Kapitänleutnant
- 1958 Korvettenkapitän
- 1964 Fregattenkapitän
- 1967 Kapitän zur See
- 1973 Flottillenadmiral

Im Jahre 1956 wurde er in die Marine der Bundeswehr übernommen. Von 1956 bis 1958 war er Flaggleutnant im Kommando der Seestreitkräfte in Sengwarden bei Wilhelmshaven.
1958/59 war er Erster Offizier (1O) auf der Fregatte Graf Spee und 1959/60 auf der Fregatte Hipper in Kiel. Von 1960 bis 1962 war er Ausbildungsleiter an der Marineunteroffizierschule (MUS) in Plön. Von 1962 bis 1964 war er Referent beim Führungsstab der Marine (Fü M III 2) in Bonn. 1964 wurde er Referatsleiter im Führungsstab der Marine (Fü M I 2) ebendort. Von 1971 bis 1973 war er stellvertretender Leiter der Stabsabteilung Fü S I im Führungsstab der Streitkräfte in Bonn.
Von 1974 bis 1976 war er Stabsabteilungsleiter ebendort und Beauftragter für Erziehung und Bildung beim Generalinspekteur der Bundeswehr (BEBGenInsp). Von 1976 bis 1980 war er Amtschef des Streitkräfteamtes (SKA) in Köln. 1980 trat er in den Ruhestand.

### Sonstiges
Fiebig war Vorsitzender des Bundeswehr-Sozialwerkes e. V.

## Auszeichnungen
- 1964: Offizierkreuz des Ordre National de la Republique Malagache (Madagaskar)
- 1976: Bundesverdienstkreuz am Bande
- 1979: Bundesverdienstkreuz I. Klasse